# Isidor Kaufmann
Isidor Kaufmann (Arad, 22 marzo 1853 – Vienna, 16 novembre 1921) è stato un pittore ungherese, noto soprattutto per i suoi dipinti a tematica ebraica.

## Biografia
Nato da genitori ebrei ad Arad, nell'allora Regno d'Ungheria (attualmente in Romania), nel 1875 andò alla Landes-Zeichenschule di Budapest, dove rimase per un anno. Nel 1876 partì per Vienna, ma gli fu negata l'ammissione all'Accademia di Belle Arti, e nella capitale austriaca divenne allievo del ritrattista Joseph Matthäus Aigner. Entrò quindi nella Malerschule dell'Accademia di Vienna e in seguito divenne allievo del professor Trenkwald.
I suoi dipinti più noti hanno come tematica le usanze e le tradizioni ebraiche. Tra i suoi dipinti più noti: Der Besuch des Rabbi (il cui originale era di proprietà dell'imperatore Francesco Giuseppe I nel Kunsthistorisches Museum), Schachspieler, Der Zweifler (per il quale ha ricevuto la medaglia d'oro alla Weltausstellung del 1873).
Durante la sua vita ha ricevuto numerosi riconoscimenti tra cui: la medaglia d'oro della imperatore di Germania, una medaglia d'oro della Mostra Internazionale di Monaco di Baviera e una medaglia alla Exposition Universelle di Parigi.
Uno dei suoi studenti più importanti fu Lazar Krestin.